# Oscar Olou
Oscar Olou est un footballeur béninois né le 16 novembre 1987. Il joue au poste de milieu de terrain.
Il a participé à la Coupe d'Afrique des nations 2008 avec l'équipe du Bénin, à la CAN junior en 2004 et à la Coupe du monde de football des moins de 20 ans 2005 en Hollande.

## Palmarès
- Champion du Bénin en 2006 avec le Mogas 90 FC
- Vainqueur de la Coupe du Bénin en 2004 avec le Mogas 90 FC
- Champion de CFA (Groupe D) en 2009 avec le FC Rouen

## Liens externes

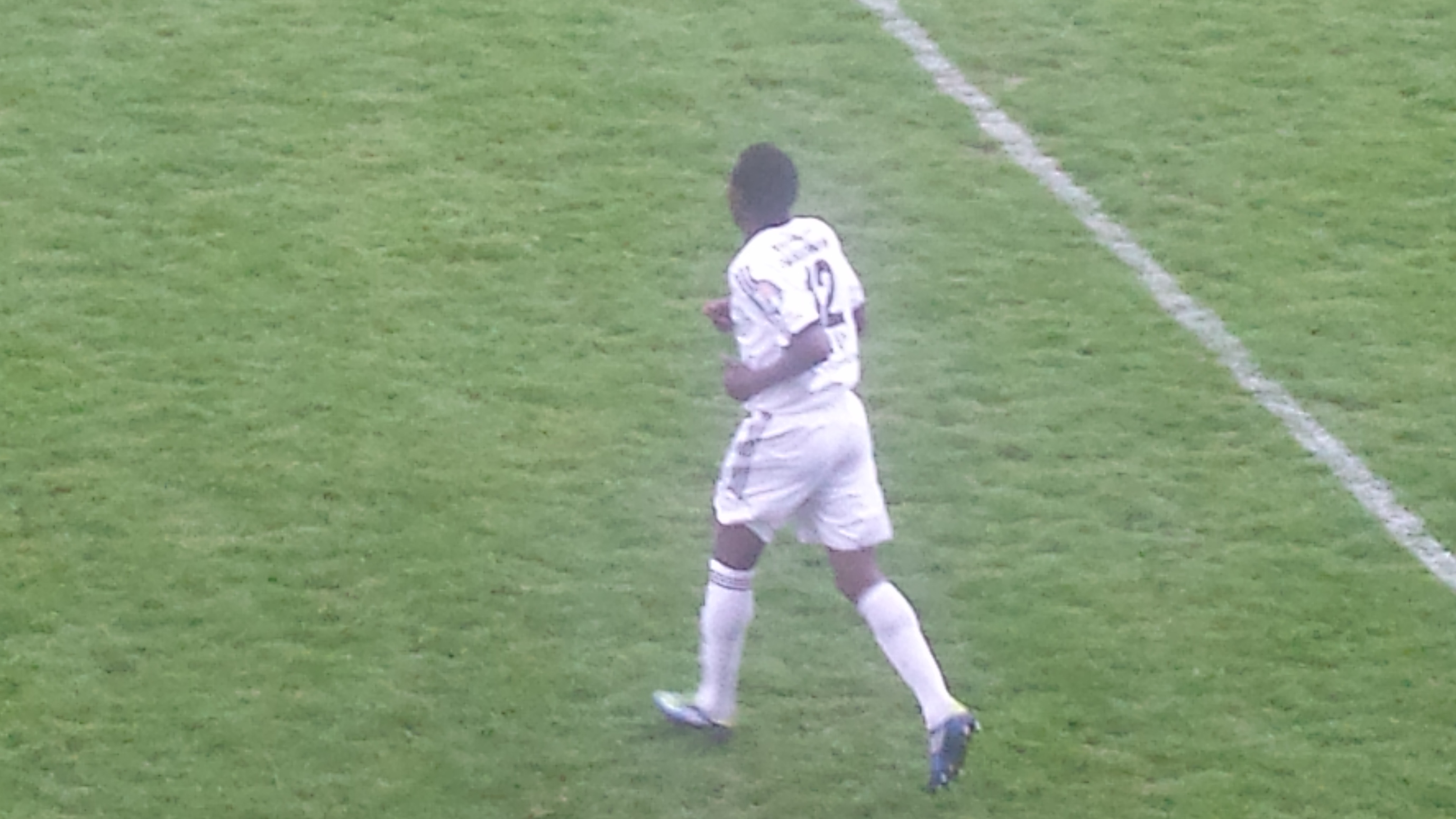
Oscar Olou.